# 小丸
小丸（こまる）は、丹沢山地の鍋割山稜にある標高1,341mの山である。神奈川県秦野市と足柄上郡山北町の境に位置し、丹沢大山国定公園に属する。

## 周辺の山
- 大丸（1,386m）
- 塔ノ岳（1,491m）
- 鍋割山（1,273m）

## 周辺の山小屋
- 鍋割山荘（鍋割山山頂）
- 尊仏山荘（塔ノ岳山頂）
- 花立山荘（花立直下）